# Perros de paja (cultura)
En la cultura de la antigua China los perros de paja (刍狗 en chino tradicional, 芻狗 en chino simplificado, en pinyin: chú gǒu) fueron objetos usados en ceremonias.
En uno de los versos del Capítulo V del texto Dào Dé Jing está escrita la siguiente frase: "El Cielo y la Tierra carecen de corazón / al tratar a las criaturas como "perros de paja".
El ensayista Su Zhe explica a su modo que: "el Cielo y la Tierra no son parciales. No matan a los elementos vivos por crueldad ni les otorgan la vida por humanidad. Nosotros procedemos de igual manera cuando hacemos perros de paja en sacrificios. Les vestimos y les llevamos al altar, aunque no por devoción. Y una vez terminada la ceremonia, nos deshacemos de ellos, pero no porque les odiemos".